# 윌리엄 존 매퀀 랭킨

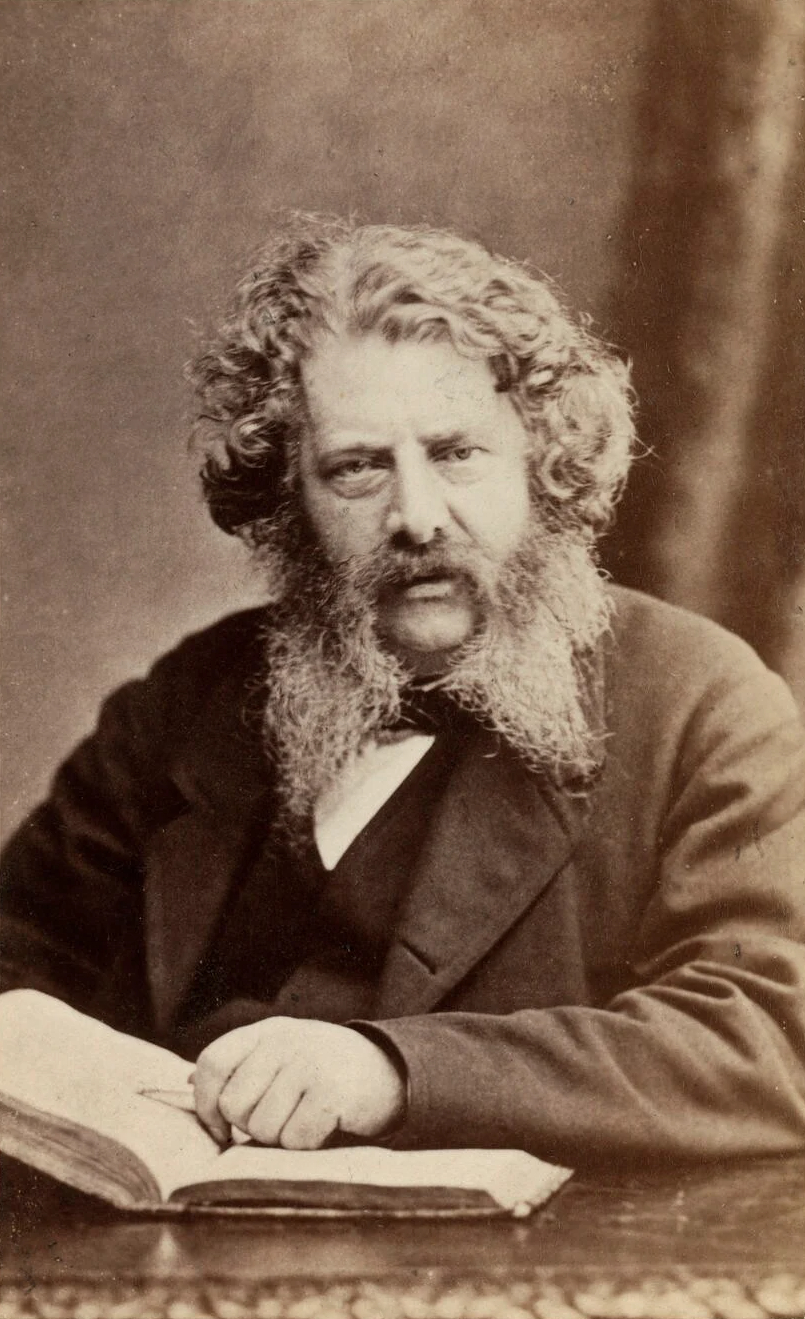

윌리엄 존 매퀀 랭킨(William John Macquorn Rankine)은 스코틀랜드의 기계공학자로 란씨 온도를 명명하였다.
토목 공학, 물리학 및 수학에도 기여한 스코틀랜드의 기계 엔지니어였다. 그는 루돌프 클라우지우스, 제1대 켈빈 남작 윌리엄 톰슨과 함께 열역학 과학, 특히 제1법칙에 초점을 맞춘 창립 공헌자였다. 그는 온도의 켈빈 척도와 동일하지만 섭씨가 아닌 화씨로 표시되는 랭킨 척도를 개발했다.
랭킨은 증기기관과 모든 열기관에 대한 완전한 이론을 발전시켰다. 그의 공학 및 실습 매뉴얼은 1850년대와 1860년대에 출판된 후 수십 년 동안 사용되었다. 그는 1840년부터 과학 및 공학 주제에 관한 수백 편의 논문과 노트를 발표했으며 그의 관심 분야는 청년기, 식물학, 음악 이론 및 정수론, 그리고 성숙기에는 수학과 공학등 대부분의 주요 과학 분야를 포함하여 매우 다양했다.
열정적인 아마추어 가수, 피아니스트, 첼리스트로 유머러스한 곡을 작곡하기도 했다.

## 업적
- 랭킨 사이클
- 랭킨 소용돌이(Rankine vortex)
- 랭킨-위고니오 방정식

## 같이 보기
- 상태 함수
- 완화곡선